# Chapelle Saint-Pierre-ès-Liens
Ne doit pas être confondu avec Abbaye Saint-Pierre-ès-Liens.
La chapelle Saint-Pierre-ès-Liens est une chapelle catholique située à La Chapelle-Basse-Mer (commune de Divatte-sur-Loire), en Loire-Atlantique. Fondée au XIIe siècle, elle est reconstruite au XVIe siècle, puis mise à feu lors de la Révolution française et restaurée sous l'impulsion de l'historien Reynald Secher dans les années 1990.

## Histoire

### Restauration
La restauration de la chapelle s'achève en 1999. Depuis cette date, l'association travaille à la reconstruction de l'ancien cloître des moines de Marmoutier, de la crypte, des puits, etc. sur les plans de l'architecte Jean-Marie Luthringer. À l'arrière du cloître, est également construit un mémorial destiné à commémorer « toutes les exterminations, dont la matrice est la Vendée ».
En septembre 2015, une croix de la chapelle est dégradée, à la suite d'une interview de Reynald Secher dans un reportage intitulé Les communes Nouvelles : l'exemple de La Chapelle-Basse-Mer ou le mémoricide programmé, l'historien étant un opposant notoire à la dénomination de la commune nouvelle de Divatte-sur-Loire.